# Tyrannenmörder

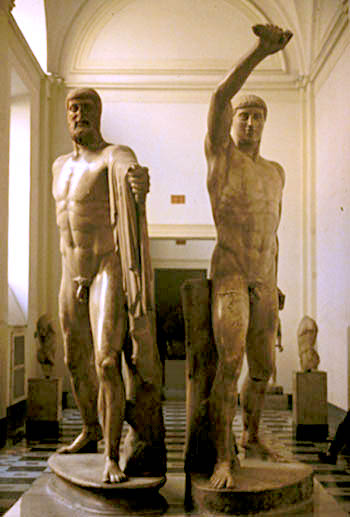
Römische Kopie der Statuengruppe der Tyrannenmörder, Archäologisches Nationalmuseum Neapel

Als Tyrannenmörder (auch Tyrannentöter) wird eine antike Statuengruppe bezeichnet, die im Jahr 477/76 v. Chr. auf der Agora von Athen aufgestellt wurde und die beiden Tyrannenmörder Harmodios und Aristogeiton darstellt, die 514 v. Chr. Hipparch, den Bruder des Tyrannen Hippias, getötet hatten. Die Bronzegruppe entstand in der Werkstatt der Bildhauer Kritios und Nesiotes und gilt als wichtiges Werk des „Strengen Stils“ der griechischen Kunst.
Bereits nach der Vertreibung des Hippias 510 v. Chr. waren Statuen der unmittelbar nach dem Anschlag getöteten Attentäter auf der Agora aufgestellt worden. Diese erste Tyrannenmördergruppe des Bildhauers Antenor wurde 480 v. Chr. vom Perserkönig Xerxes I. bei der zeitweiligen Besetzung Athens nach Susa gebracht. Nach der Eroberung des Perserreichs durch Alexander den Großen ließ dieser sie nach Athen zurückbringen.
Die nach dem Sieg der Griechen in den Perserkriegen geschaffene neue Statuengruppe zeigt Harmodios und Aristogeiton bei der Ausführung des Attentats. Sie galten als Vorkämpfer der attischen Demokratie, obwohl bereits der antike Historiker Thukydides ihre Tat mit privaten Motiven verband. Harmodios und Aristogeiton waren demnach ein päderastisches Paar, das sich gegen die Nachstellungen des Hipparchos zur Wehr setzte. Der bärtige Aristogeiton schützt mit dem linken Arm und dem darüberliegenden Mantel den jüngeren Harmodios, während er mit der Rechten zum Stoß mit dem Schwert ansetzt. Harmodios holt hingegen zum Schlag aus. Beider Flanken sind in ihrer keilförmigen Vorwärtsbewegung völlig ungeschützt und zeigen eine unterschiedliche Behandlung der Muskulatur: geschmeidig bei Harmodios, sehniger und steifer bei Aristogeiton.
Zwar sind die originalen Gruppen nicht erhalten, dafür aber acht Fragmente von römischen Kopien. Eine fast vollständige Marmorkopie der Gruppe von Kritios und Nesiotes befindet sich im Archäologischen Nationalmuseum Neapel unter Inv. 906. Obwohl das Aussehen der Gruppe auch aus Darstellungen auf attischen Vasen, Münzen und Reliefs bekannt ist, ist die Zusammenstellung umstritten. Möglicherweise standen sie Rücken an Rücken. Die Höhe ist 1,85 Meter über der Basis. Fragmente von Gipsabgüssen wie aus Baiae sind ebenfalls überliefert.